# Eriksgata

Kartskiss med platserna där gisslan och lösen skedde.

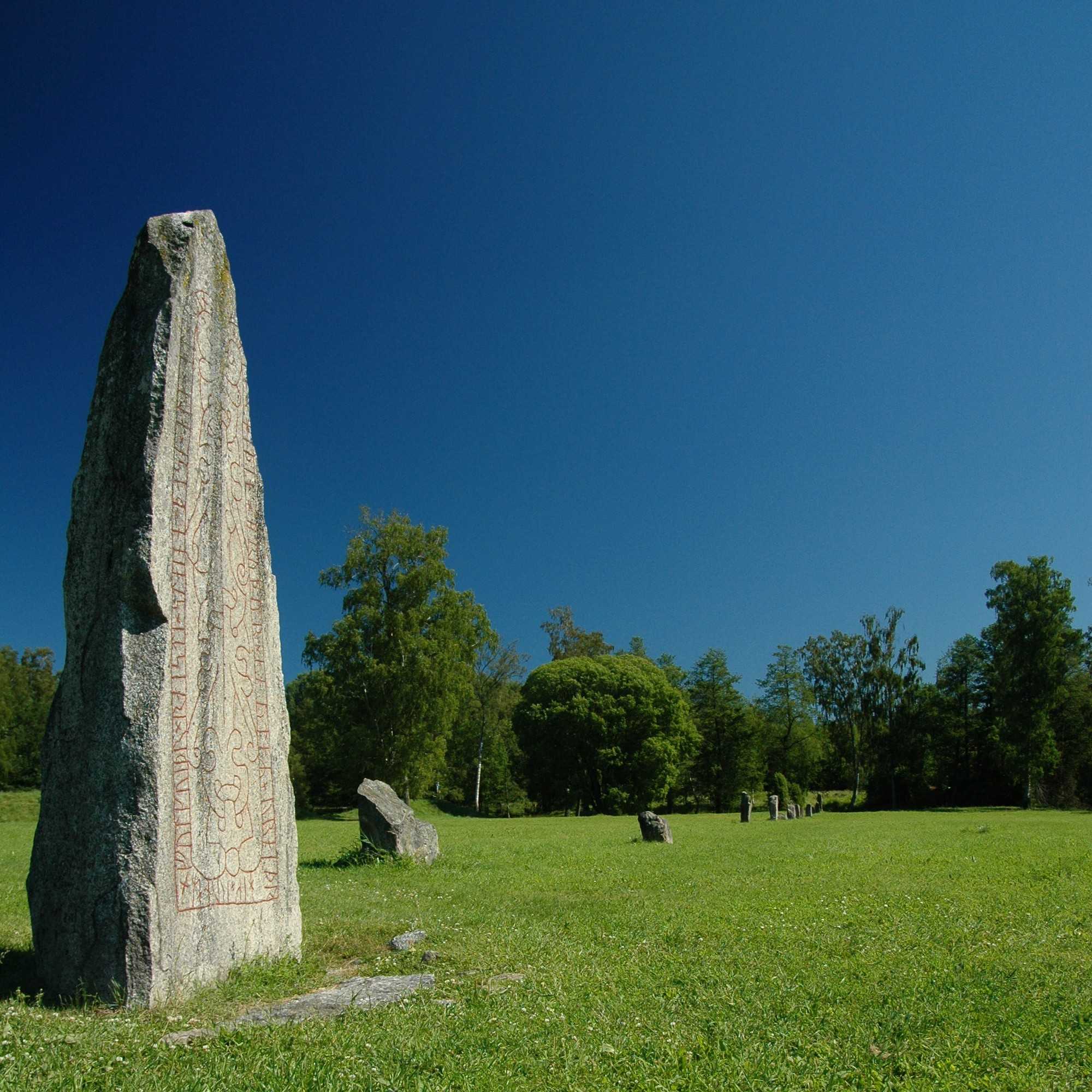
Eriksgatan vid Anundshög markerad med en rad stenar fram mot vadstället i öster.

Eriksgata kallades den resa som nyvalda medeltida svenska kungar måste genomföra genom de olika landskapen för att bekräftas av landskapens lagmän. Den utgick medsols från valplatsen vid Mora stenar i Uppland. Därifrån gick gatan genom Södermanland, genom Kolmården och Östergötland därefter genom Holaveden till Vätterns östra strand, förbi Uppgränna och till Junabäcken vid södra änden av Vättern i Jönköping. Eriksgata reds sedan norrut mellan Vänern och Vättern genom Västergötland och sedan genom Närke och Västmanland åter till Uppland.
Syftet med resan var att bekräfta kungens överhöghet och legitimitet i de viktigaste landskapen i dåtidens Sverige. Valet av kungen vid Mora stenar i Uppland var begränsat till upplänningar eller svear och därför uppstod ett behov av att bekräfta kungavalet i de andra delarna av riket Sverige. Med andra ord ville götarna i Väster- och Östergötland bekräfta sveakungen och ha en röst i kungavalet, vilket tyder på ett, mer eller mindre, självbestämmande och separation från svearna.
Även efter valkungadömets avskaffande genomfördes eriksgator av bland andra Karl XI, Fredrik I, Adolf Fredrik och Gustav III. I modern tid har begreppet använts för kungliga rundresor i landet som Gustaf VI Adolf och Carl XVI Gustaf har gjort.

## Etymologi
Det finns flera teorier om ordets ursprung. En tolkning är att det är sammansatt av Erik i detta namns ursprungliga appellativa betydelse ensam härskare och gata i betydelse resa, färd, väg.
En annan, kanske mer folklig, är att Eriksgata är en språklig förvanskning av att rida riket kring.

## Ursprung
Eriksgatans ålder är okänd, den måste dock ha sitt ursprung i tidiga sedvänjor. Det första omnämnandet av en eriksgata är sannolikt hos Saxo Grammaticus omkring år 1200. Den första säkert dokumenterade eriksgatan genomfördes av Magnus Eriksson år 1335. Den äldre Västgötalagens kungalängd omnämner kungen Ragnvald Knaphövde som ska ha ridit eriksgatan 1125-1126. Han kom dock inte längre än till trakten av Karleby (nordost om Falköping och innan Gudhem) innan han slogs ihjäl av västgötarna därför att han ej tagit gisslan. Skälet till att han dödades var det förakt han visade mot västgötarna genom att rida mot deras ting utan att frukta för sin säkerhet.
Upplandslagen från 1296 anger i sin Kungabalks första flock Huru konung skall väljas och tagas att kungen först väljs av de tre folklanden och döms till kung i Uppsala. Därefter ska han dömas till kung av i tur och ordning södermännens, östgötars, Tio härads, västgötars, närkingars och västmäns ting.

## Förlopp
Magnus Erikssons landslag från cirka 1350 beskriver Eriksgatan på följande vis:
| ”                            | Nu skall konungen rida sin eriksgata, och landens män skola följa honom och giva honom gisslan, sådan att han är trygg och säker, och svärja denna ed som förut är sagd. Och konungen skall i varje land och lagsaga lova, att han skall hålla alla sina eder till dem, som han svor i Uppsala, då han först togs till konung. §1. Nu skall han rida medsols genom sitt land. Då skola de som bo i Upplands lagsaga följa honom genom sin lagsaga till Strängnäs. Där skola södermännen taga emot och möta honom med lejd och gisslan och följa honom till Svintuna. Där skola östgötarna möta honom med sin gisslan och följa honom genom sitt land till mitt på skogen Holaved. Där skola smålänningarna möta honom och följa honom till Junabäck. Där skola västgötarna möta honom med lejd och gisslan och följa honom till Ramundeboda kloster. Där skola närkingarna möta honom och följa honom genom sitt land till Uppbåga bro. Där skola västmännen möta honom med lejd och frid och följa honom till Östens bro. Där skola upplänningarna möta honom och följa honom till Uppsala. §2. Då är denne konung lagligen kommen till land och rike, och har ridit sin eriksgata. Han är vald såsom lagen säger och har med ed och ord gjort sina land och landens män allt det som han är skyldig dem och de det de äro honom skyldiga att göra | „ |
| – Magnus Erikssons landslag. | |   |

I de olika landskapen skulle kungen alltså bekräftas och hyllas vid de lokala tingen. Vid landskapsgränserna skulle kungen mötas av landskapets "grud och gisslan", som därefter följde kungen till nästa gräns. Syftet med gisslan var främst att garantera kungens säkerhet. Därutöver säkerställde följet att kungen verkligen var den han utgav sig för. Det behövdes därför att dåtidens svenskar inte visste hur kungen såg ut.
Lagen föreskriver endast var gisslan och lösen ska ske, ingenting om färdvägen däremellan. De exakta platser som skulle passeras varierade genom tiderna. Magnus Erikssons landslag tillkom 200 år innan valkungadömet slutligen avskaffades av Gustav Vasa. Med Gustav Vasas införande av arvkungadöme sattes eriksgatans politiska betydelse ur spel. Kungarna var dock lagskyldiga att genomföra en eriksgata en tid efter detta. Den siste kung som red eriksgatan enligt den gamla lagen var Karl IX. Det skedde vintern 1609.